# Hatoon al-Fassi
 (septembre 2022).
La mise en forme du texte ne suit pas les recommandations de Wikipédia : il faut le « wikifier ».
Les points d'amélioration suivants sont les cas les plus fréquents. Le détail des points à revoir est peut-être précisé sur la page de discussion.
- Les titres sont pré-formatés par le logiciel. Ils ne sont ni en capitales, ni en gras.
- Le texte ne doit pas être écrit en capitales (les noms de famille non plus), ni en gras, ni en italique, ni en « petit »…
- Le gras n'est utilisé que pour surligner le titre de l'article dans l'introduction, une seule fois.
- L'italique est rarement utilisé : mots en langue étrangère, titres d'œuvres, noms de bateaux, etc.
- Les citations ne sont pas en italique mais en corps de texte normal. Elles sont entourées par des guillemets français : « et ».
- Les listes à puces sont à éviter, des paragraphes rédigés étant largement préférés. Les tableaux sont à réserver à la présentation de données structurées (résultats, etc.).
- Les appels de note de bas de page (petits chiffres en exposant, introduits par l'outil «  Source ») sont à placer entre la fin de phrase et le point final[comme ça].
- Les liens internes (vers d'autres articles de Wikipédia) sont à choisir avec parcimonie. Créez des liens vers des articles approfondissant le sujet. Les termes génériques sans rapport avec le sujet sont à éviter, ainsi que les répétitions de liens vers un même terme.
- Les liens externes sont à placer uniquement dans une section « Liens externes », à la fin de l'article. Ces liens sont à choisir avec parcimonie suivant les règles définies. Si un lien sert de source à l'article, son insertion dans le texte est à faire par les notes de bas de page.
- La présentation des références doit suivre les conventions bibliographiques. Il est recommandé d'utiliser les modèles {{Ouvrage}}, {{Chapitre}}, {{Article}}, {{Lien web}} et/ou {{Bibliographie}}. Le mode d'édition visuel peut mettre en forme automatiquement les références.
- Insérer une infobox (cadre d'informations à droite) n'est pas obligatoire pour parachever la mise en page.

Pour une aide détaillée, merci de consulter Aide:Wikification.
Si vous pensez que ces points ont été résolus, vous pouvez retirer ce bandeau et améliorer la mise en forme d'un autre article.
Hatoon Ajwad al-Fassi (هتون أجواد الفاسي) est militante pour les droits des femmes et professeure agrégée d'histoire de la femme à l'Université du Roi-Saud en Arabie saoudite où elle enseigne depuis 1989. En parallèle, elle mène des recherches au Département des affaires internationales de l'Université du Qatar ; elle s'intéresse particulièrement aux femmes des sociétés anciennes, aux musulmanes, aux enjeux contemporains de la condition féminine, au droit musulman, aux études de genre, aux droits religieux des femmes, à l'histoire de la péninsule arabique et aux Droits de l'Homme.
Le docteur Hatoon Al-Fasi est motivée par la contribution des femmes à l'histoire, elle estime que leur histoire peut aider à inspirer du changement dans le statut de la femme en Arabie Saoudite. Grâce à ses recherches sur le royaume arabe préislamique, le Royaume nabatéen, Hatoon Al-Fassi affirme que les femmes du royaume avaient plus d'indépendance que les femmes de l'Arabie Saoudite moderne.
Hatoon Al-Fassi a participé activement à la lutte pour le droit de vote des femmes lors des élections municipales de 2005 et 2011 et a participé à une campagne similaire pour les élections municipales de 2015. Dans le cadre d'un mouvement de répression contre les militantes féminines, elle a été arrêtée fin juin 2018 et libérée début mai 2019.
En novembre 2018, alors qu'elle était toujours en prison, elle a reçu le MESA Academic Freedom Award 2018,.

## Origine familiale
Hatoon al-Fassi est membre de la famille traditionnelle soufie Al-Fassi de La Mecque qui descend de la maison Sharifi du prophète Muhammad qui appartient à la branche Hassani Idrissi de cette ligne. Par son père Sheikhus Sujjadah Ajwad al-Fassi et son grand-père Sheikh Abdullah al-Fassi elle est l'arrière-arrière-petite-fille de Qutbul Ujood Hazrat Muhammad al-Fassi (Imam Fassi) le fondateur et chef spirituel de la branche Fassiyah de l'ordre soufi Shadhiliyya, le vingt-et-unième Khalifa (représentant) de l'imam Shadhili. Elle est donc une descendante directe du prophète de l'Islam. Sa mère est Sheikha Samira Hamed Dakheel[réf. nécessaire] qui appartient à la branche de la tribu Hijazi de Harb qui résidait à Djeddah. Elle a un frère, le cheikh Muhammad Ajwad al-Fassi, avocat, et une sœur, Hawazan Ajwad al-Fassi, poète.

## Éducation et parcours académique
Hatoon al-Fassi a été élevée dans une famille qui l'a encouragée à penser indépendamment des idées et opinions véhiculées par les médias ou enseignées à l'école concernant les droits des femmes. Elle a obtenu des diplômes de premier cycle universitaire en histoire en 1986 et 1992 à l'Université du Roi-Saud (KSU) et un doctorat en histoire des femmes anciennes à l'Université de Manchester en 2000.
Hatoon al-Fassi travaille à l'Université du Roi-Saud depuis 1989. Dès 1992, elle obtient le statut d'assistante en tant que membre du corps professoral et entreprend des recherches sur l'histoire des femmes. Après 2001, elle n'est pas autorisée à enseigner à la KSU  . En 2008, elle obtient le statut de professeure adjointe d'histoire des femmes à la KSU et est promue au rang de professeure agrégée en 2013.

### Les femmes en Arabie préislamique: le Royaume nabatéen
En 2007, Hatoon al-Fassi publie ses recherches sur la situation des femmes dans le Royaume nabatéen sous le titre Women in Pre-Islamic Arabia: Nabataea. Parmi les sources historiques utilisées, il y avait des pièces de monnaie et des inscriptions en grec ancien et en sémitique sur des tombes et des monuments. Elle a constaté que les femmes étaient des personnes morales indépendantes capables de signer des contrats en leur propre nom, contrairement aux femmes de l'Arabie saoudite moderne dont la loi exige que seuls les tuteurs masculins doivent signer les contrats. Hatoon al-Fassi démontre que l'ancienne loi grecque et romaine accordait moins de droits aux femmes que le royaume nabatéen, qu'"une adaptation des lois grecque et romaine a été insérée dans la loi islamique", et que "c'est une ancienne adaptation, que les savants [islamiques] ne sont pas au courant, et ils en seraient vraiment choqués."  
Hatoon al-Fassi soutient également que le royaume nabatéen "a affaibli l'idée que les Arabes étaient simplement ou essentiellement nomades, en ayant un État urbanisé arabe".

## Actions pour les droits des femmes

### Élections municipales de 2005
Hatoon al-Fassi a participé activement à l'organisation de la campagne de candidates potentielles aux élections municipales de 2005. Les organisateurs des élections n'ont pas autorisé les femmes à participer invoquant des raisons pratiques. Pour Hatoon al-Fassi, le fait que les autorités aient invoqué un tel motif pratique contre la participation des femmes plutôt qu'un motif religieux ou juridique constituait un succès pour la cause des femmes, car argumenter contre des objections pratiques est plus facile que contre des objections religieuses.

### Droits des femmes dans les mosquées
En 2006, Hatoon al-Fassi s'est opposée à une proposition visant à modifier les règles d'accès des femmes à la Mosquée al-Haram à La Mecque, qui avait été faite sans la participation des femmes.

### Élections municipales de 2011
Dès début 2011, Hatoon al-Fassi s'engage activement pour la campagne "Baladi" pour les droits des femmes qui appelle à ce que les femmes soient autorisées à participer aux élections municipales de septembre 2011. Elle déclare que la participation des femmes aux élections de 2011 "montrerait que l'Arabie saoudite est sérieuse quant à ses revendications de réforme". Elle décrit la décision des autorités de ne pas accepter la participation des femmes aux élections comme "une erreur scandaleuse que le royaume commet".
Durant cette campagne, Hatoon al-Fassi déclare que les femmes ont décidé de créer leurs propres conseils municipaux parallèlement aux élections réservées aux hommes et que cette action ou la participation féminine à de "vraies élections" étaient toutes deux légales en vertu de la loi saoudienne. Le chef de la commission électorale al-Dahmash accepte.
En avril 2011, Hatoon al-Fassi estime qu'il reste encore du temps avant les élections de septembre pour permettre aux femmes de participer. Elle explique : "Nous mettons toute la pression qui est en notre pouvoir, en gardant à l'esprit que ce n'est pas si facile dans un pays comme l'Arabie saoudite où la liberté de réunion n'est pas autorisée et la société civile n'est pas encore à part entière." 

### Élections municipales de 2015
Hatoon al-Fassi informe que Baladi avait l'intention d'organiser des sessions de formation pour l'éducation des électeurs lors des élections municipales du 12 décembre 2015 mais que l'initiative a été bloquée par le Ministère des affaires municipales et rurales.

### La répression des militants de 2018
Dr. Hatoon al-Fassi est arrêtée fin juin 2018, dans le cadre d'une vaste répression contre les militantes des droits des femmes qui, en mai, avait mené aux arrestations d'Aziza al-Yousef, Loujain al-Hathloul, Eman al-Nafjan, Aisha al-Mana et Madeha al-Ajroush. L'arrestation de Hatoon al-Fassi a eu lieu quelques jours avant la levée de l'interdiction de conduire pour les femmes en Arabie Saoudite. Le 16 janvier 2019, Khaled Abou El Fadl, Noam Chomsky et 213 autres universitaires ont envoyé un appel au roi Salman d'Arabie saoudite décrivant les réussites engendrées grâce Al-Fassi dans le champ académique et en matière de droits des femmes et appelant à sa libération ainsi qu'à celle des autres militantes des droits des femmes emprisonnées.

## Médias
Hatoon al-Fassi est chroniqueuse pour le journal de langue arabe al-Riyadh. Elle a été présentée et interviewée dans de nombreux documentaires de principaux médias nationaux, régionaux et internationaux sur des questions telles que les femmes saoudiennes, l'histoire, l'archéologie et les élections municipales. [réf. nécessaire]

## Récompenses
En novembre 2018, alors qu'elle était toujours en prison, elle a reçu le MESA Academic Freedom Award 2018,.